# Grundstötning
Grundstötning eller bottenkänning är när ett fartyg går på grund. Effekterna på ett fartyg kan variera kraftigt, från att inte få någon skada alls till att fartyget blir sönderbrutet. Om fartyget blir liggande på grundet (eller med avsikt läggs på grund) kan det hindra att fartyget sjunker, men å andra sidan kan skadorna förvärras då fartyget rör sig i sjögången.

## Kända grundstötningar
- Amoco Cadiz
- Exxon Valdez
- S/S Park Victory
- M/S Sea Diamond
- Torrey Canyon
- Tsesis